# گئورگه کونستانتین
گئورگه کونستانتین (رومانیایی: Gheorghe Constantin; ۱۴ دسامبر ۱۹۳۲ – ۹ مارس ۲۰۱۰) بازیکن و مربی فوتبال اهل رومانی بود.
از باشگاه‌هایی که در آن بازی کرده‌است می‌توان به باشگاه فوتبال راپید بخارست، باشگاه فوتبال استوا بخارست، باشگاه فوتبال فنرباغچه، و باشگاه فوتبال قیصریه‌اسپور اشاره کرد.
وی همچنین در تیم ملی فوتبال رومانی بازی کرده‌است.